# 明日泣く (1955年の映画)
『明日泣く』（あしたなく、英語:  I'll Cry Tomorrow）は、1955年に製作・公開されたアメリカ合衆国の映画である。女優リリアン・ロスの自伝を基にダニエル・マンが監督、スーザン・ヘイワードがロス役を演じた。

## キャスト
- リリアン・ロス：スーザン・ヘイワード
- トニー・バーデマン：リチャード・コンテ
- バート・マクガイア：エディ・アルバート
- ケイティ（リリアンの母）：ジョー・ヴァン・フリート
- ウォーリー：ドン・テイラー
- デイヴィッド：レイ・ダントン（英語版）
- セルマ：マーゴ

## スタッフ
- 製作：ローレンス・ワインガーテン（英語版）
- 監督：ダニエル・マン
- 脚本：ヘレン・ドイチュ（英語版）、ジェイ・リチャード・ケネディ（英語版）
- 音楽監督：ジョニー・グリーン
- 音楽：アレックス・ノース
- 撮影：アーサー・E・アーリング（英語版）
- 編集：ハロルド・F・クレス
- 美術：セドリック・ギボンズ、マルコム・ブラウン
- 装置：エドウィン・B・ウィリス、ヒュー・ハント（英語版）
- 衣裳：ヘレン・ローズ
- 録音：ウェズリー・C・ミラー（英語版）

## 映画賞受賞・ノミネーション
- 受賞
  - アカデミー衣裳デザイン賞（白黒）：ヘレン・ローズ
  - カンヌ国際映画祭 女優賞：スーザン・ヘイワード
- ノミネーション
  - アカデミー主演女優賞：スーザン・ヘイワード
  - アカデミー撮影賞（白黒）：アーサー・E・アーリング
  - アカデミー美術監督・装置賞：セドリック・ギボンズ、マルコム・ブラウン、エドウィン・B・ウィリス、ヒュー・ハント